# Liebfrauenkirche (Oberursel)

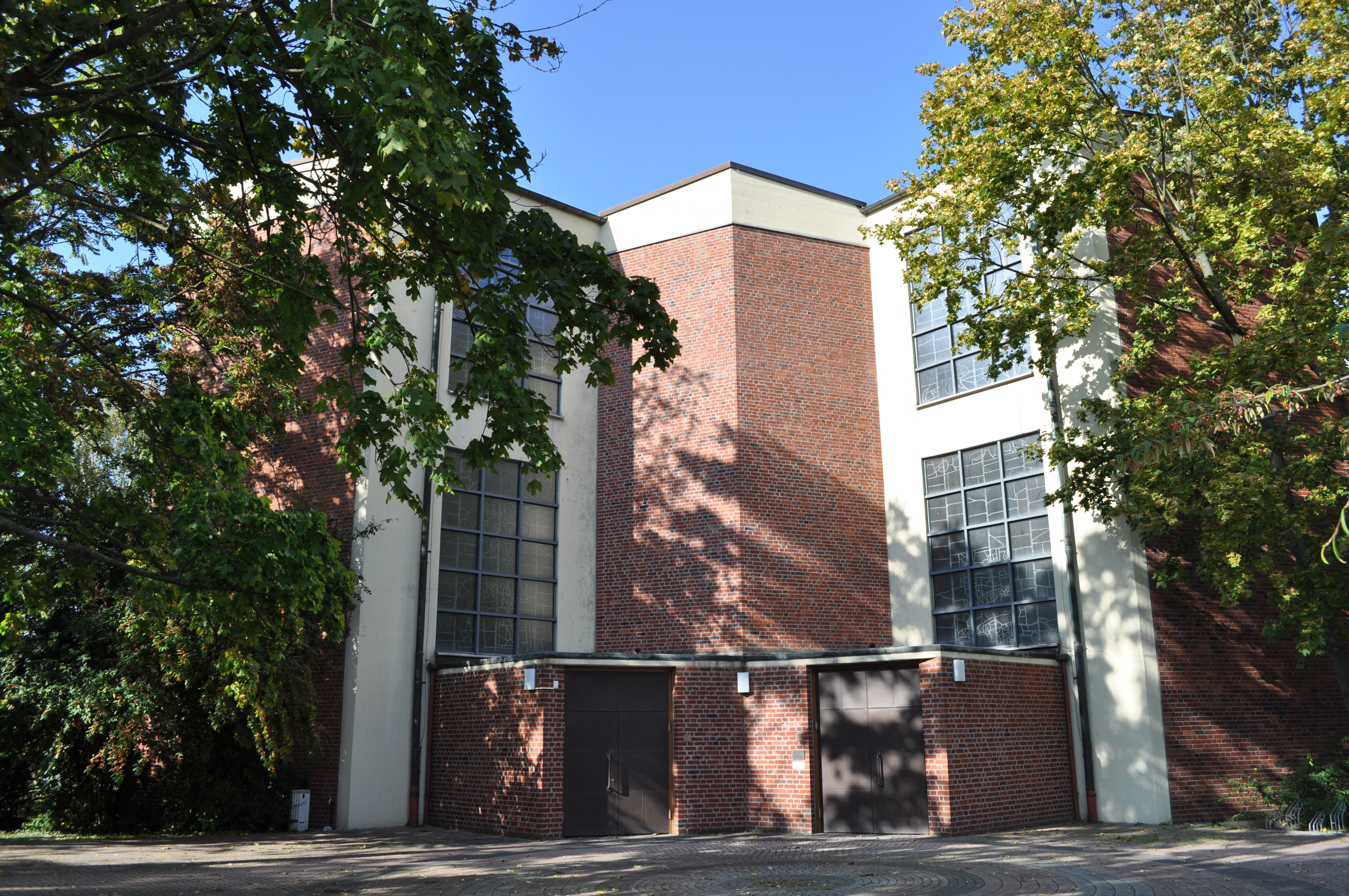
Liebfrauenkirche

Die Liebfrauenkirche ist eine römisch-katholische Kirche in Oberursel (Taunus) und ist Maria geweiht. Sie steht als Kulturdenkmal unter Denkmalschutz. Die Gemeinde ist dem pastoralen Raum Oberursel/Steinbach, dem Kirchenbezirk Hochtaunus sowie dem Bistum Limburg zugehörig.

## Lage
Die Kirche befindet sich auf einem 17.000 Quadratmeter großen Grundstück zwischen Berliner Straße und Herzbergstraße in einem Wohngebiet.

## Geschichte
Im Zuge des Wirtschaftswunders wuchs die Einwohnerzahl von Oberursel schnell. Daher beantragte der Kirchenvorstand 1954, den Bau einer neuen Kirche zu berücksichtigen. Im Hinblick auf ein – letztlich nicht realisiertes – geplantes großes Neubaugebiet in der Nachbarschaft konzipierte man die Kirche sehr großzügig. Die Planungen begannen 1961. Architekt war Rudolf Schwarz, der noch während der Planungsphase im Herbst 1961 verstarb. Fortan führte seine Frau, die Architektin Maria Schwarz, die Planungen fort.
Die Grundsteinlegung erfolgte am 1. Mai 1963; der erste Gottesdienst wurde 1964 gefeiert. Im Jahr 1965 wurde per Dekret die Pfarrvikarie Liebfrauen gegründet. Im selben Jahr wurde das Gotteshaus vom Land Hessen als vorbildliche Leistung ausgezeichnet. Weihbischof Walter Kampe konsekrierte die Kirche am 21. Mai 1967, drei Jahre nach dem ersten Gottesdienst. Nach weiteren zwei Jahren wurde die Gemeinde Liebfrauen urkundlich von einer Pfarrvikarie zur Pfarrei erhoben, die Liebfrauenkirche wurde somit Pfarrkirche.

## Baubeschreibung
Die Liebfrauenkirche ist der größte Kirchenbau Oberursels, obwohl die Gemeinde Liebfrauen mit 1300 Mitgliedern eine der kleinsten in Oberursel ist.
Die Kirche ist nach dem Vorbild der Trierer Liebfrauenkirche als Zentralbau ausgeführt und bildet ein gleicharmiges Kreuz, wobei in einem Arm die Orgel Platz findet. Zusammen mit den Konchen bildet sich, in Anlehnung an das Patrozinium der Kirche, eine Rose. Die Kirchenwände bestehen aus unverputztem Backstein-Mauerwerk, die vier Pfeiler sowie die Rippendecke aus Beton. Dies soll die Integration der Kirche (ursprüngliches Baumaterial Backstein) in die moderne Welt (modernes Baumaterial Beton) symbolisieren.

## Ausstattung
Die Innenausstattung wurde größtenteils von dem Oberurseler Künstler Georg Hieronymi geschaffen. Neben den Priestersitzen und der Marienstatue entwarf er auch einen zehnteiligen Kreuzweg, der in zehn großflächigen Wandteppichen umgesetzt wurde. Der Tabernakel ist von einem goldenen Band umfasst und mit Bergkristallen besetzt. Er wurde von Friedrich Gebhart gestaltet. Der Taufstein wurde von Rudolf Schwarz entworfen. Im Jahre 2001 erhielt die Kirche einen neuen Messkelch, der, zusammen mit dem baugleichen Kelch in der St.-Katharina-Kirche in Braniewo, Polen, laut Inschrift als Zeichen für Einheit und Frieden gelten soll. Die Fenster wurden erst 1967 von Giselbert Hoke gestaltet. Die natürlichen Motive sind inspiriert von dem Gesang der Jünglinge im Feuerofen, Schriften aus dem Buch Daniel. Die Fenster sollen die Kirche abdunkeln und ihr so einen ruhigen Charakter verleihen.
Auf dem Dach befindet sich ein goldenes Kreuz mit einem Strahlenkranz, bestehend aus 56 Stäben, nach einer Planung von Maria Schwarz.

## Orgel
Die Orgel wurde 1970 von der Orgelbauwerkstatt Klais in Bonn erbaut. Das Schleifladen-Instrument hat 52 Register (3814 Pfeifen) auf vier Manualen und Pedal. Die Spieltrakturen sind mechanisch, die Registertrakturen sind elektrisch. Die Orgel ist eine der bedeutendsten Orgeln im Rhein-Main-Gebiet sowie eine der größten im Bistum Limburg. Auch aufgrund der guten Akustik innerhalb der Kirche finden regelmäßig Orgelkonzerte statt.
| I Oberwerk C-a3 |               |        |
| 1.              | Gemshorn (P)  | 8′     |
| 2.              | Quintade      | 8′     |
| 3.              | Praestant (P) | 4′     |
| 4.              | Holztraverse  | 4′     |
| 5.              | Nasard        | 2 ⁄3′  |
| 6.              | Doublette     | 2′     |
| 7.              | Terz          | 1 3⁄5′ |
| 8.              | Sifflet       | 1′     |
| 9.              | Scharff IV    | 2⁄3′   |
| 10.             | Dulcian       | 16′    |
| 11.             | Schalmey      | 8′     |
|                 | Tremulant     |        |

| II Hauptwerk C-a3 |                        |       |
| 12.               | Pommer                 | 16′   |
| 13.               | Praestant (P)          | 8′    |
| 14.               | Rohrflöte              | 8′    |
| 15.               | Octav                  | 4′    |
| 16.               | Blockflöte             | 4′    |
| 17.               | Superoctav             | 2′    |
| 18.               | Cornet V (P)           | 8′    |
| 19.               | Mixtur V-VI            | 1 ⁄3′ |
| 2.                | Trompeta magna (P) (H) | 16′   |
| 21.               | Trompete               | 8′    |
| 22.               | Vieja (P) (H)          | 4′    |
|                   | Tremulant              |       |

| III Schwellwerk C-a3 |                   |       |
| 23.                  | Holzflöte         | 8′    |
| 24.                  | Gamba             | 8′    |
| 25.                  | Schwebung (ab c0) | 8′    |
| 26.                  | Principal         | 4′    |
| 27.                  | Flötgedackt       | 4′    |
| 28.                  | Waldflöte         | 2′    |
| 29.                  | Sesquialter I-III | 2 ⁄3′ |
| 30.                  | Acuta V           | 2′    |
| 31.                  | Fagott            | 16′   |
| 32.                  | Hautbois          | 8′    |
| 33.                  | Clarion           | 4′    |
|                      | Tremulant         |       |

| IV Brustwerk C-a3 |               |       |
| 34.               | Holzgedackt   | 8′    |
| 35.               | Rohrflöte     | 4′    |
| 36.               | Principal     | 2′    |
| 37.               | Quinte        | 1 ⁄3′ |
| 38.               | Cymbel III    | 1⁄3′  |
| 39.               | Krummhorn (P) | 8′    |
|                   | Tremulant     |       |

| Pedalwerk C-g1 |                  |         |
| 40.            | Untersatz (akk.) | 32′     |
| 41.            | Praestant (P)    | 16′     |
| 42.            | Subbass          | 16′     |
| 43.            | Quinte           | 10 2⁄3′ |
| 44.            | Octav            | 8′      |
| 45.            | Metallgedackt    | 8′      |
| 46.            | Superoctav       | 4′      |
| 47.            | Spillpfeife      | 4′      |
| 48.            | Nachthorn        | 2′      |
| 49.            | Hintersatz V     | 2 ⁄3′   |
| 50.            | Posaune          | 16′     |
| 51.            | Holztrompete     | 8′      |
| 52.            | Zinke            | 4′      |

- Koppeln
  - Normalkoppeln: I/II, III/I, III/II, IV/I, IV/II, IV/III, I/P, II/P, III/P; IV/P
  - Superoktavkoppel: III/P
- Anmerkungen

(akk.)  = akustisch
(P)  = im Prospekt
(H)  = Horizontalregister

## Nutzung
Nach dem ersten Gottesdienst am 7. Juni 1964 fanden regelmäßig sonntags Gottesdienste statt. Der erste Pfarrer der Gemeinde war Erich Einig. Aufgrund Priestermangels wurde 1976 ein Pfarrverband mit St. Aureus und Justina (Bommersheim) eingegangen, ab 1977 auch mit St. Ursula. Als Sitz wurde das Pfarrhaus von St. Ursula gewählt. Im Jahr 2012 wurde eine neue Pfarrei St. Ursula gegründet, die nunmehr alle Gemeinden im pastoralen Raum Oberursel/Steinbach umfasst.